# Хоппель-поппель

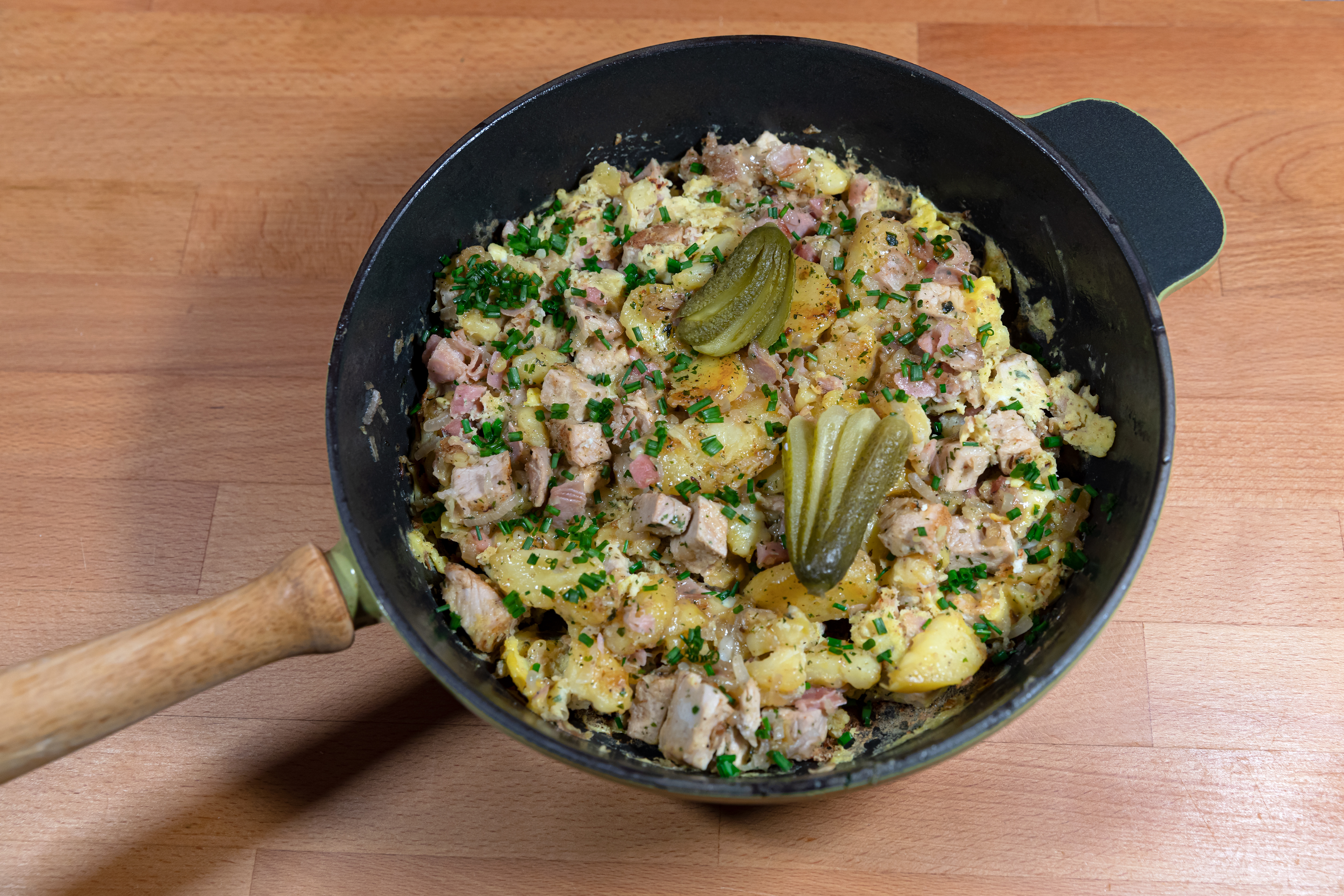
Хоппель-поппель

Хо́ппель-по́ппель (нем. Hoppelpoppel) — блюдо берлинской кухни, приготовленное из жареного картофеля, жаркого, яиц и сливок; в других регионах Германии аналогичное блюдо называется «крестьянский завтрак». Название блюда происходит от слов hops — «прыг! хоп!» и popelig — «жалкий, убогий» и имеет значение «утилизировать („жалкие“) остатки провизии, прежде всего мясные, прежде чем они (хоп!) испортятся».
Хоппель-поппель готовят из отварного картофеля, который обжаривают с порезанными кубиками остатками жаркого и беконом, мелко нарезанными маринованными огурцами, приправляют солью, перцем, тмином, майораном, мускатным орехом и петрушкой и заливают смесью яиц и сливок. Перемешивают на сковороде. Поскольку это типичное блюдо из остатков, используемые ингредиенты могут сильно различаться.